# Миллз, Донна
Донна Миллз (англ. Donna Mills; род. 11 декабря 1940, Чикаго, Иллинойс) — американская актриса и продюсер, наиболее известная по роли антагонистической Эбби Фейргейт Каннингем Юинг в длительной прайм-тайм мыльной опере «Тихая пристань».

## Биография
Донна Миллз родилась под именем Донна Джин Миллер в Чикаго, штат Иллинойс и окончила Университет Иллинойса. В пятидесятых годах она начала пробовать выступать на театральной сцене, а в 1966 году дебютировала на телевидении в дневной мыльной опере «Секрет бури».

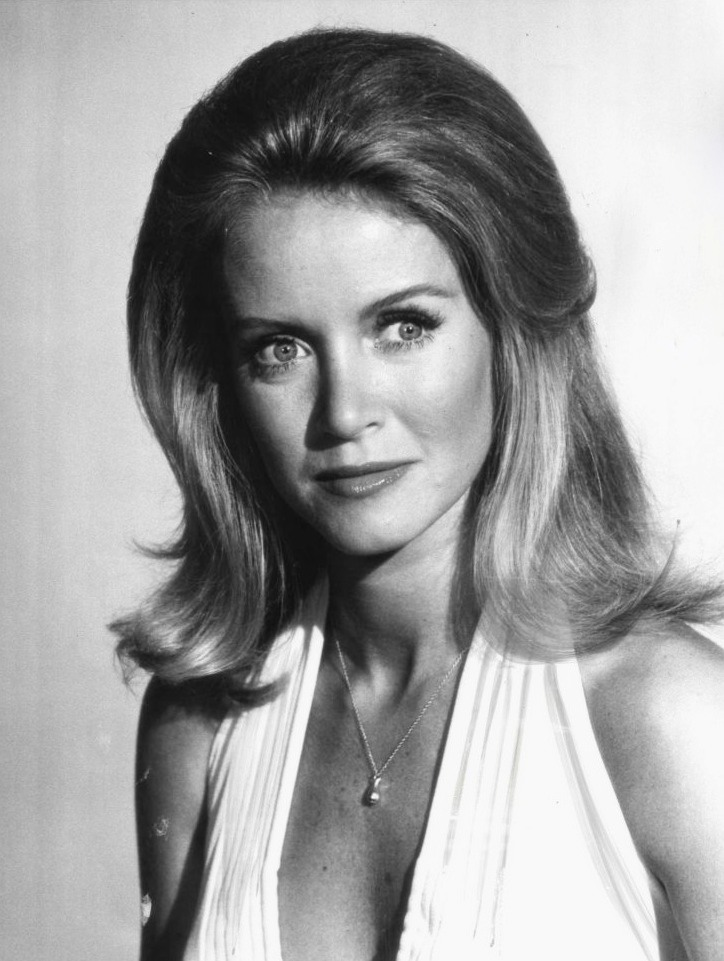
Донна Миллз в 1975 году

В 1966 году Донна Миллз снялась в Бродвейской постановке Вуди Аллена «Не пейте воду». В 1967 году Миллз получила главную роль в мыльной опере «Любовь — самая великолепная вещь на свете», которая снималась три последующих года.
В 1971 году Донна Миллз вместе с Клинтом Иствудом снялась в триллере «Сыграйте мне туманно». Роль Тоби в этом фильме до сих пор остаётся самой известной в карьере актрисы в кино. В следующем году она подписала контракт с Universal Studios и вскоре начала активно сниматься на экране. Большую часть семидесятых Миллз исполняла роли хороших и добрых девушек в различных телесериалах и телефильмах.
Миллз сыграла вместе с Ларри Хэгмэном главную роль в ситкоме «Хорошая жизнь», а позже в фильмах «Посмотрите, что случилось с Ребёнок Розмари» и «Проклятие Чёрной Вдовы», а также была гостем в популярных сериалах того периода, таких как «Женщина-полицейский», «Лодка любви» и «Остров фантазий».

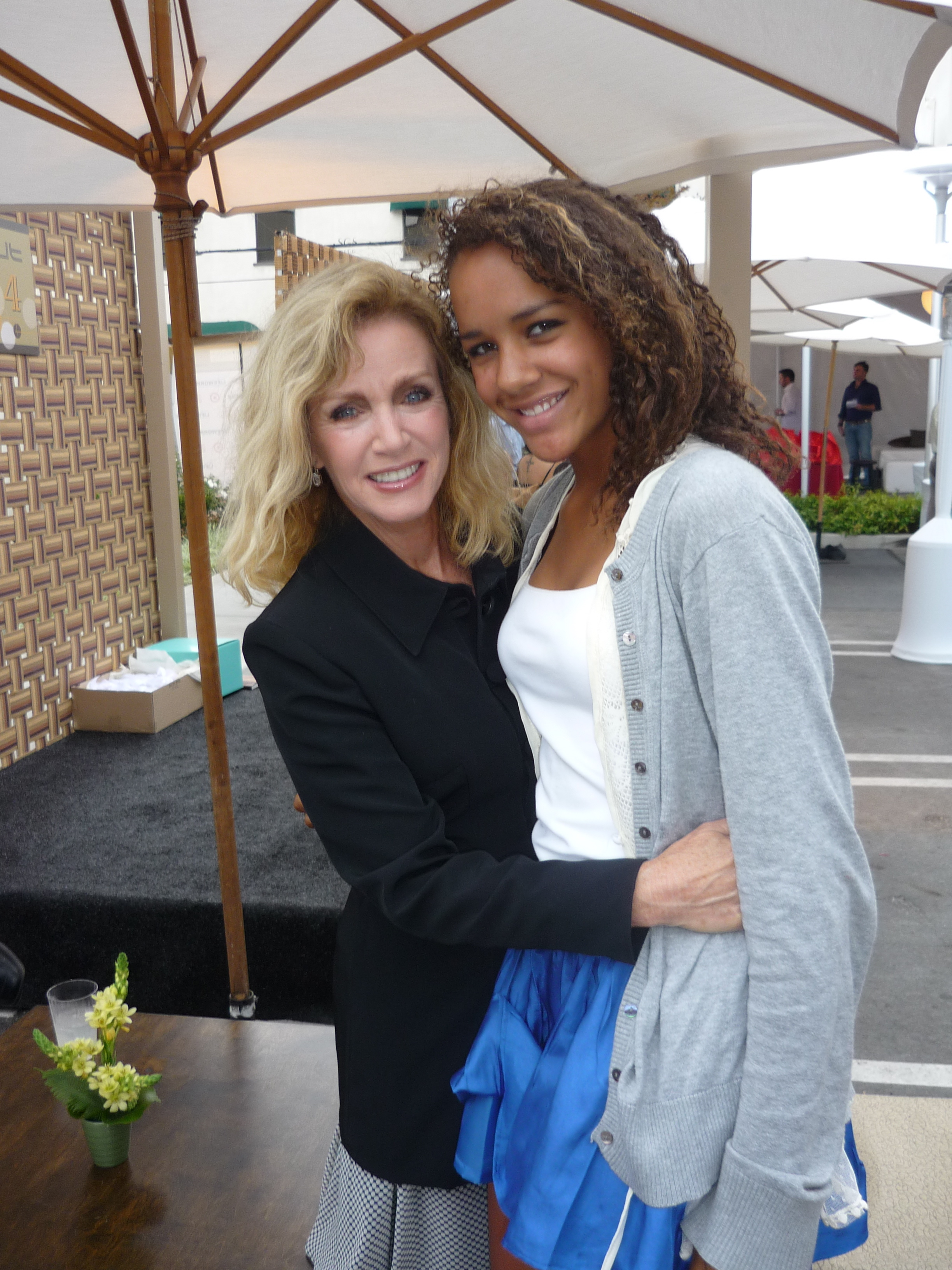
Донна Миллз с дочерью Хлоей в 2009 году

В 1980 году Донна Миллз получила свою самую известную роль — Эбби Каннингем в длительном телесериале «Тихая пристань», спин-оффе сериала «Даллас». Её героиня была главным антагонистом и в конечном счёте стала визитной карточкой сериала, также как Джей Ар Юинг (Ларри Хэгмэн) в «Далласе», Алексис Колби (Джоан Коллинз) в «Династии» и Анджела Чаннинг (Джейн Уайман) в «Фэлкон Крест». Актриса снималась в шоу на протяжении десяти лет и покинула его в 1989 году, заявив в интервью, что ей надоело играть свою героиню, которая к тому моменту стала альтер эго Миллз. Тем не менее позже она вернулась в финальном эпизоде сериала, а также снялась в мини-сериале продолжении в 1997 году.
После ухода из «Тихой пристани», Донна Миллз в основном снималась в телефильмах, в которых часто выступала также в качестве продюсера. Кроме того она сыграла роль матери героини Джози Биссетт в сериале «Мелроуз Плейс» в 1996—1997 годах. В последние годы она редко появлялась на экранах, за исключением гостевых ролей в сериалах «Детектив Раш» и «Части тела». В 2012 году она сыграла роль давней конкурентки героини Энни Поттс в комедийном сериале «Благочестивые стервы».
В 2014 году Миллз присоединилась к мыльной опере «Главный госпиталь» в роли злобной Мэделин Ривз, матери персонажа Мишель Стэффорд. Миллз дебютировала в шоу весной как специально приглашённая звезда на тринадцать эпизодов. В конце 2014 года она вернулась к шоу как периодическая приглашённая звезда. Роль принесла ей Дневную премию «Эмми» в 2015 году. В дополнение к этому Миллз была приглашена на центральное место в документальное реалити-шоу «Королевы драмы» о группе актрис, которые разрабатывают собственный прайм-тайм сериал с надеждой, что какая-нибудь телесеть им заинтересуется.

## Личная жизнь
Донна Миллз никогда не была замужем. У неё есть приёмная дочь Хлоя, которая родилась в 1995 году.

## Фильмография

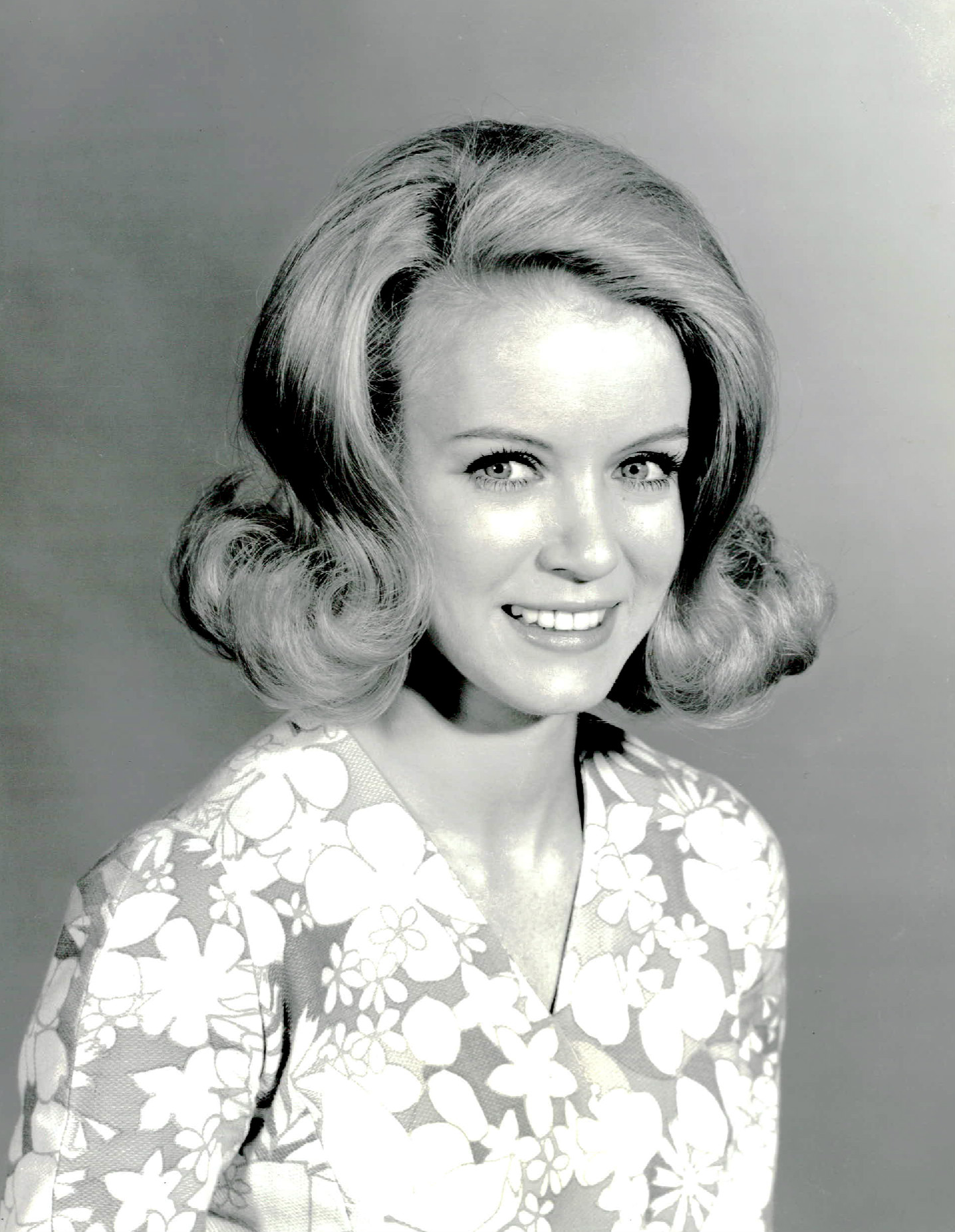
Миллз в «Любовь — самая великолепная вещь на свете» (1967)

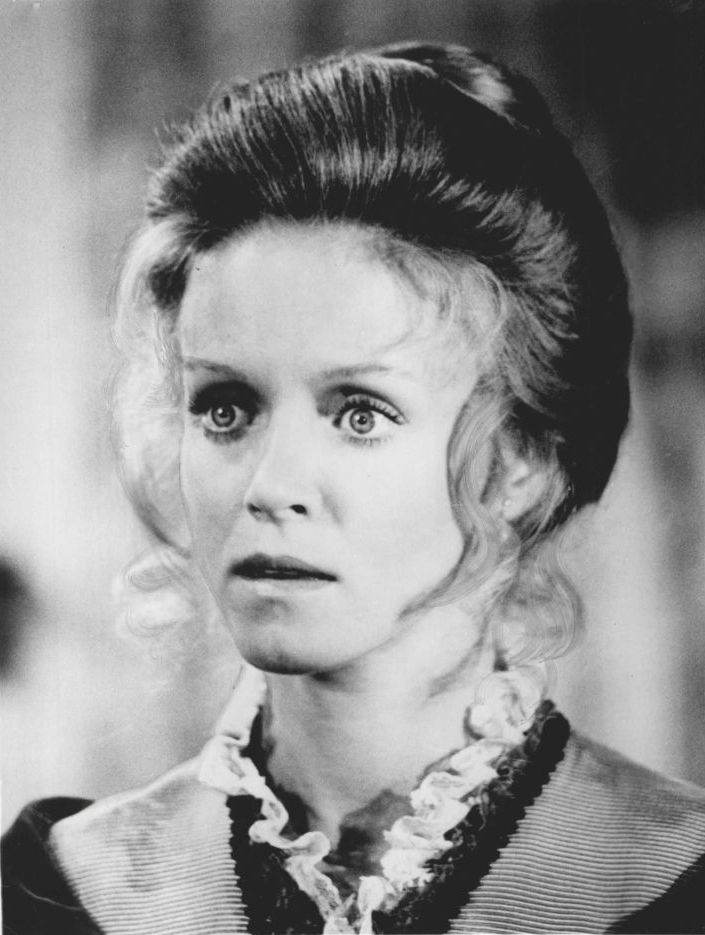
Миллз в «Дымок из ствола» (1974)

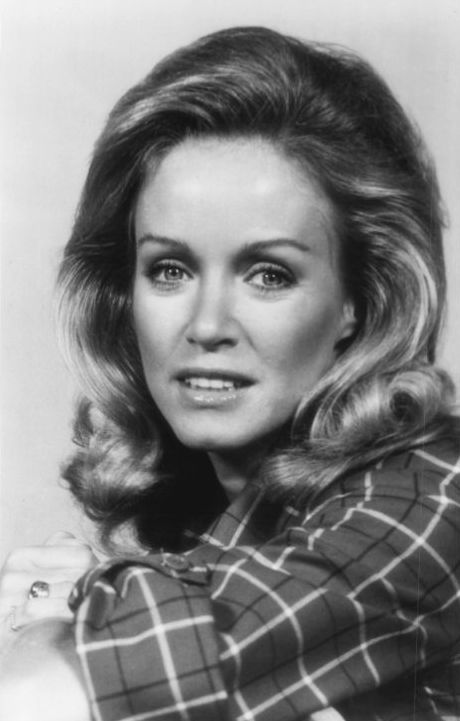
Миллз в The Hunted Lady (1977)

| Год             | Название                                                   | Роль                                  | Примечания                     |
| --------------- | ---------------------------------------------------------- | ------------------------------------- | ------------------------------ |
| 1966            | The Secret Storm                                           | Rocket                                |                                |
| 1967            | The Incident                                               |                                       |                                |
| 1967-1970       | Love Is a Many Splendored Thing                            | Laura Donnelly Elliott                | unknown episodes               |
| 1970            | Love, American Style                                       | Ellie                                 | 1 эпизод                       |
| 1971            | Сыграйте мне туманно / Play Misty for Me                   | Tobie                                 |                                |
| 1971-1972       | The Good Life                                              | Jane Miller                           | 15 эпизод                      |
| 1972            | Haunts of the Very Rich                                    | Laurie                                |                                |
| 1972            | Rolling Man                                                | Bebe Lotter                           |                                |
| 1972            | Night of Terror                                            | Linda Daniel                          |                                |
| 1973            | Дымок из ствола / Gunsmoke                                 | Cora Sanderson                        | 2 эпизод                       |
| 1974            | Live Again, Die Again                                      | Caroline Carmichael                   |                                |
| 1974            | Доктор Маркус Уэлби / Marcus Welby, M.D.                   | Bea Averton                           | 1 эпизод                       |
| 1974            | McMillan & Wife                                            | Laura Rainey                          | 1 эпизод                       |
| 1975            | The Six Million Dollar Man                                 | Liza Leitman                          | 1 эпизод                       |
| 1975            | Who Is the Black Dahlia?                                   | Susan Winters                         |                                |
| 1975            | Murph the Surf                                             | Ginny Eaton                           |                                |
| 1975            | Hawaii Five-O                                              | Marcia Bissell                        | 1 эпизод                       |
| 1975            | Beyond the Bermuda Triangle                                | Claudia                               |                                |
| 1976            | Женщина-полицейский / Police Woman                         | Tamee Swanson                         | 1 эпизод                       |
| 1976            | Quincy M.E.                                                | Roberta Rhodes                        | 1 эпизод                       |
| 1976            | Look What’s Happened to Rosemary’s Baby                    | Ellen                                 |                                |
| 1976            | Smash-Up on Interstate 5                                   | Laureen                               |                                |
| 1977            | Bunco                                                      | Frankie                               |                                |
| 1977            | Fire!                                                      | Harriett Malone                       |                                |
| 1977            | Curse of the Black Widow                                   | Leigh Lockwood                        |                                |
| 1977            | The Hunted Lady                                            | Susan Reilly                          |                                |
| 1978            | Superdome                                                  | Lainie Wiley                          |                                |
| 1978            | Doctors' Private Lives                                     | Dr. Beth Demery                       |                                |
| 1978            | Лодка любви / The Love Boat                                | Jeannie Carter                        | 3 эпизода                      |
| 1979            | Hanging by a Thread                                        | Ellen Craig                           |                                |
| 1979            | Fantasy Island                                             | Cindy Carter                          | 1 эпизод                       |
| 1979            | Young Maverick                                             | Lila Gates                            | 2 эпизода                      |
| 1980            | Waikiki                                                    | Cassie Howard                         |                                |
| 1982            | Обнажённый аромат / Bare Essence                           | Barbara Fisher                        |                                |
| 1984            | He’s Not Your Son                                          | Kathy Saunders                        |                                |
| 1985            | Alice in Wonderland                                        | The Rose                              |                                |
| 1986            | Intimate Encounters                                        | Julie Atkins                          |                                |
| 1988            | Outback Bound                                              | Samantha 'Sam' Hollings               |                                |
| 1989            | The Lady Forgets                                           | Rebecca Simms/Julie Black             |                                |
| 1990            | The World’s Oldest Living Bridesmaid                       | Brenda Morgan                         |                                |
| 1991            | Runaway Father                                             | Pat Bennett                           |                                |
| 1991            | False Arrest                                               | Joyce Lukezic                         |                                |
| 1992            | In My Daughter’s Name                                      | Laura Elias                           |                                |
| 1992            | The President’s Child                                      | Elizabeth Hemming                     |                                |
| 1980-1989, 1993 | Тихая пристань / Knots Landing                             | Abby Fairgate Cunningham Ewing Sumner | 236 эпизодов                   |
| 1993            | Remember                                                   | Nicky Wells                           |                                |
| 1994            | My Name Is Kate                                            | Kate                                  |                                |
| 1995            | Dangerous Intentions                                       | Beth Williamson                       |                                |
| 1995            | An Element of Truth                                        | Vanessa Graves                        |                                |
| 1996            | Степфордские мужья / The Stepford Husbands                 | Jodi Davison                          |                                |
| 1996-1997       | Мелроуз Плейс / Melrose Place                              | Sherry Doucette                       | 4 эпизода                      |
| 1997            | Knots Landing: Back to the Cul-de-Sac                      | Abby Fairgate Cunningham Ewing Sumner | TV mini-series                 |
| 1998            | Moonlight Becomes You                                      | Maggie Holloway                       |                                |
| 2004            | A Very Cool Christmas                                      | Mrs. Claus                            |                                |
| 2006            | Jane Doe: Yes, I Remember It Well                          | Polly Jameson                         |                                |
| 2007            | Детектив Раш / Cold Case                                   | Lauren Williams                       | 1 эпизод                       |
| 2007            | Love Is a Four Letter Word                                 | Margot Harper                         |                                |
| 2008            | Ladies of the House                                        | Elizabeth                             |                                |
| 2009            | Грязные мокрые деньги / Dirty Sexy Money                   | камео                                 | 1 эпизод                       |
| 2008-2010       | Части тела / Nip/Tuck                                      | Lulu Grandiron                        | 2 эпизода                      |
| 2012            | Благочестивые стервы / GCB                                 | Bitsy Lourd                           | 1 эпизод                       |
| 2014            | Главный госпиталь General Hospital                         | Маделин Ривз                          | Специально приглашённая звезда |
| 2014            | Deadly Revenge                                             | Эвелин                                |                                |
| 2014            | When Life Keeps Getting In The Way                         | доктор Голдштейн                      |                                |
| 2015            | Джой                                                       | Джой                                  |                                |
| 2016            | Акулий торнадо 4: Пробуждение / Sharknado: The 4th Awakens | инспектор Уинк                        |                                |